# Хосе Перасио
Хозе Перасио Берхун, такође познат као Перасио (Нова Лима, 2. новембар 1917. — Рио де Жанеиро, 10. март 1977)  био је бразилски фудбалер који је играо на позицији нападача.
Током своје каријере (1932 — 1951) играо је за Виља Нову, Ботафого, Фламенго и Канто до Рио и освојио три државна првенства Минас Жераиса (1933, 1934. и 1935.) и три државна првенства Рио де Жанеира (1942, 1943. и 1944.). На међународном нивоу, учествовао је на Светском првенству у фудбалу 1938. са Бразилом, помажући свом тиму да освоји треће место, играјући у четири утакмице и постигавши три гола.
Био је добровољац у Бразилским експедиционим снагама (FEB) током Другог светског рата.
Умро је у 59. години живота.